# 4835 Asaeus
4835 Asaeus è un asteroide troiano di Giove del campo greco. Scoperto nel 1989, presenta un'orbita caratterizzata da un semiasse maggiore pari a 5,1975062 au e da un'eccentricità di 0,2515112, inclinata di 19,56627° rispetto all'eclittica.
L'asteroide è dedicato a Aseo, il primo dei greci a morire colpito da Ettore.